# Avnsø
Avnsø er en lille, 10,8 hektar stor sø der ligger i Silkeborg Østerskov syd for Brassø, som den er forbundet med via den forholdsvise korte, gravede kanal ”Klüwers Kanal”.
Avnsø ligger i en af Gudenåens mange sidedale omkring Silkeborg og er som sådan en del af Gudenåsystemet, og den indgår i fællesbetegnelsen "Silkeborgsøerne".
Avnsø indgår i Natura 2000-område nr. 57 Silkeborgskovene, som består af dele af skovene og søerne i Søhøjlandet syd og øst for Silkeborg.

## Omkring Avnsø
På den vestlige side af søen ligger landtangen Balserhoved med Thorashøj.
Søen opstod som utallige andre mindre søer efter sidste istid, da der ved afsmeltningen af de sidste isolerede dødisklumper blev efterladt større og mindre vandfyldte huller.
Avnsø består af tre bassiner, hvoraf det sydøstligste er næsten adskilt fra de to andre. Den er i forhold til sin ringe størrelse temmelig dyb, især i den nordlige og vestlige del.
Søen har kun ganske små tilløb – dels afløbet fra den nærliggende Uglesø, dels et unavngivet tilløb i den sydøstligste ende. Oplandet er lille og består af næsten udelukkende af skov.
Det er kun tilladt at i sejle ind i søen gennem kanalen i robåd/kano/kajak og al sejlads er forbudt i tidsrummet 1. marts til 15. juni.

## Om navnet ”Avnsø”
Navnet ”Ansøe Kier” optræder første gang på skrift i Markbogen fra 1683 og desuden på Videnskabernes Selskabs kort fra 1781 med stavemåden ”Avnsøe”. Forleddet er substantivet "agn" i betydningen "madding".
Avnsø kaldes i folkemunde "Brillerne" eller ”Holger Danskes briller” – et navn den har fået på grund af dens form. Når den ses fra oven ligner den et par lorgnetter (briller med næseklemme i stedet for stænger).
Desuden ses navneformen "Avnsøerne" - måske også på grund af søens form.